# Bajčići
Bajčići es una localidad de Croacia situada en el municipio de Krk, en el condado de Primorje-Gorski Kotar. Según el censo de 2021 tiene una población de 123 habitantes.

## Demografía
| Gráfica de población de Bajčići 1857-2021                          |
|                                                                    |
| Según los censos de población de la Oficina de Estadísticas Croata |